# Hippolyte-Raymond Colet
Pour les articles homonymes, voir Colet.

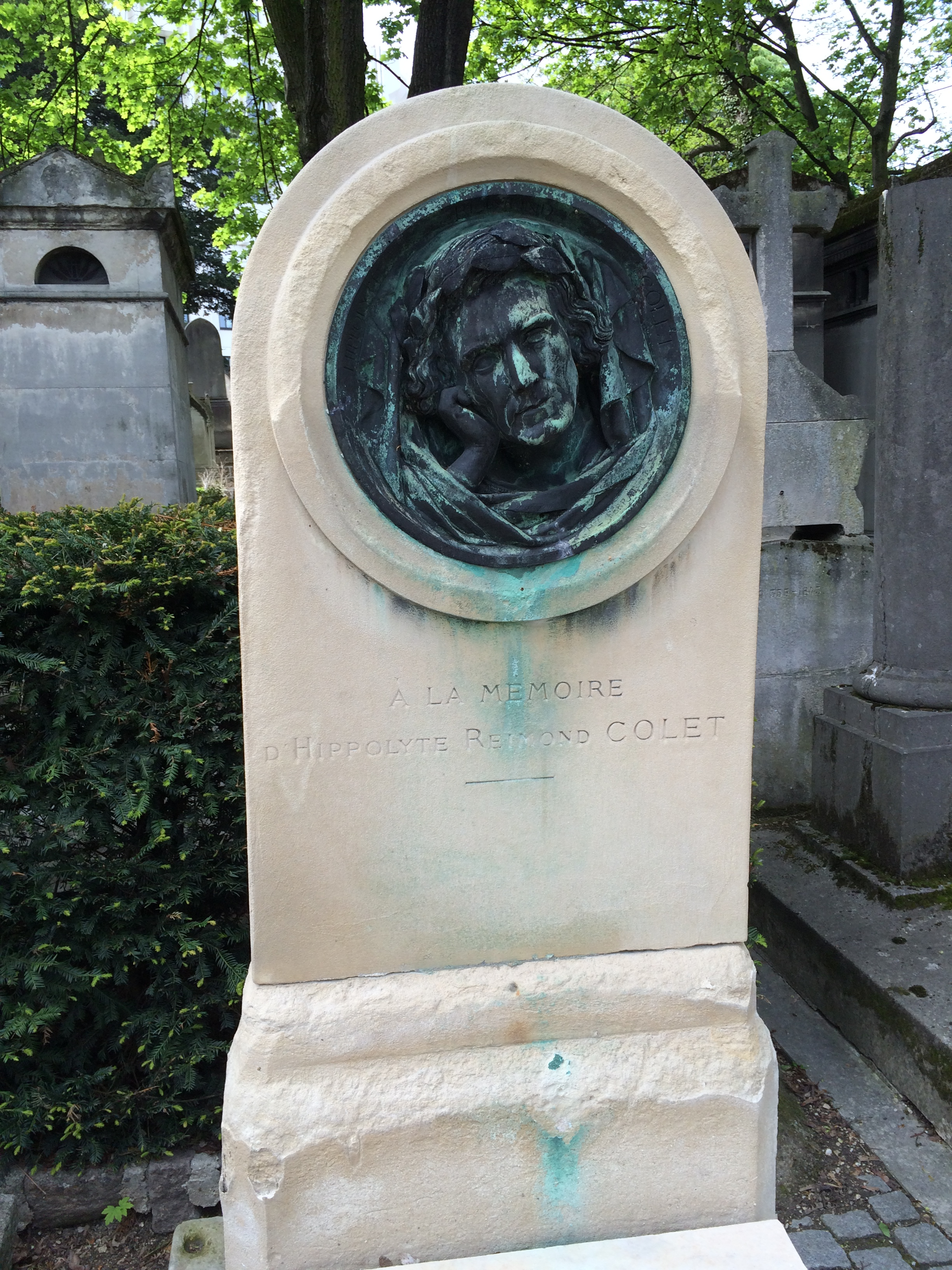
Sépulture d'Hippolyte Colet au cimetière de Montmartre (div. 33), à Paris.

Hippolyte Raymond Colet (né le 5 décembre 1808 à Uzès et mort le 21 avril 1851 à Paris) est un compositeur, théoricien et professeur de musique français.

## Biographie
Hippolyte Colet étudie le contrepoint au Conservatoire de Paris auprès d'Antoine Reicha à partir de 1828, et ensuite auprès de Henri Montan Berton.
En 1834, il remporte le Premier Second Grand Prix de Rome avec la cantate L'Entrée en loge sur un texte de Jean-François Gail.
Comme suppléant de la classe de Reicha au Conservatoire, il fut le professeur du jeune César Franck.
À compter de 1840, il est nommé professeur d'harmonie.
On compte parmi ses élèves Eugène Crèvecoeur, Charles Lebouc, Adolphe Nibelle, Alfred Deléhelle, Gustave Lefèvre et Henryk Wieniawski.
Le 5 décembre 1834 à Mouriès, il épousa Louise Revoil, qui devenue sa femme sous le nom de Louise Colet, fut la maîtresse de Flaubert entre autres. Elle tint un salon littéraire de 1842 à 1859.
Il est inhumé au cimetière de Montmartre, 33e division, en face de la sépulture de la famille Boulanger.

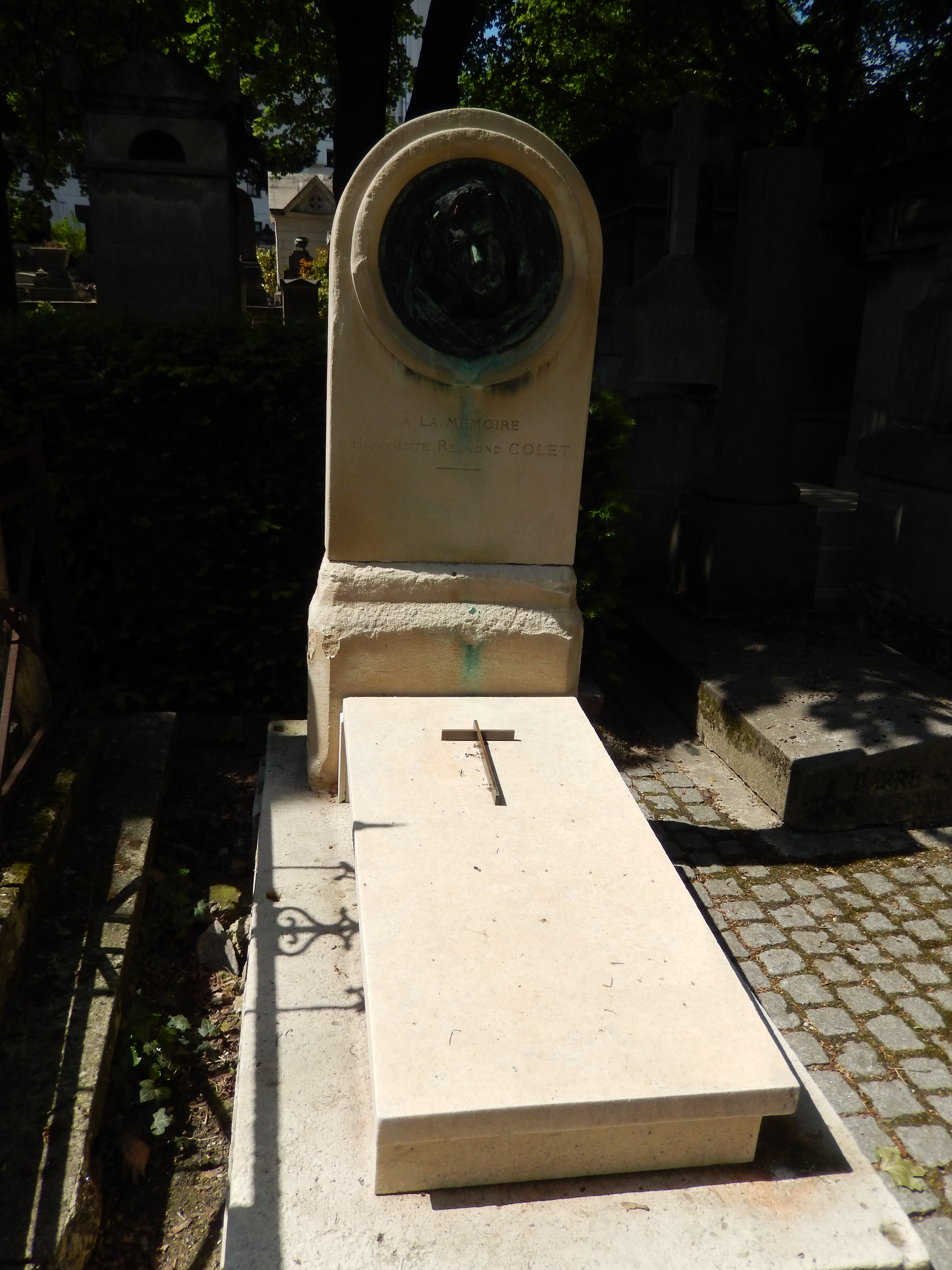
Tombe de Hippolyte Reimond Colet (cimetière de Montmartre).

## Œuvres
- L’Abencérage, Opera en deux actes, 1837
- L’Ingénue, Opéra comique en un acte, 1841
- Le Marabout de Sidi-Brahim, Opéra comique en un acte, 1845
- La Messe de Minuit, Quatuor à Cordes
- Le Jour des Morts, Quintette avec Piano
- parties de piano pour Chants et chansons populaires de la France de Théophile Marion Dumersan

## Écrits
- La Panharmonie musicale, ou cours complet de composition théorique et pratique. Harmonie, mélodie, contre-points, figures, musique ancienne et moderne, instrumentation, orchestration, avec un nouveau système de clefs réduites à une seule clef de sol et une nouvelle manière de chiffrer plus simple, plus logique, à l’usage des artistes, des amateurs, des écoles de chant, des pensions et des collèges, 1837
- Cours complet d’harmonie et de composition, 1837
- Partimenti, ou Traité spécial, dédié aux pianistes
- Les Harmonies du Conservatoire, ouvrage qu’on peut appeler le contrepointiste moderne
- Conseils à mes élèves ou traité élémentaire d’harmonie servant d’introduction à la panharmonie musicale, 1847